# Ragnarok (norská hudební skupina)
Ragnarok (sudba bohů v severské mytologii) je norská black metalová kapela založená v roce 1994 ve městě Sarpsborg v sestavě John Thomas Bratland (alias Jontho, bicí) a Jerv Torfinnson (baskytara). Oba dříve působili v kapele Thoth. Záhy se k této dvojici přidali ještě Dag Ronny Hansen (alias Thyme, zpěv) a Øyvind Trinborg (alias Rym, elektrická kytara).
V roce 1995 vyšlo debutové studiové album s názvem Nattferd.

## Diskografie
Dema
- Et vinterland i nord (1994)
- Pagan Land (1995)

Studiová alba
- Nattferd (1995)
- Arising Realm (1997)[2]
- Diabolical Age (2000)
- In Nomine Satanas (2002)
- Blackdoor Miracle (2004)
- Collectors of the King (2010)
- Malediction (2012)
- Psychopathology (2016)
- Non Debellicata (2019)

Kompilační alba
- Chaos and Insanity Between 1994–2004 (2016)

Box sety
- Psychopathology 1994–2016: Collection of the History (2016)